# Críticas a la Iglesia católica
La Iglesia católica ha recibido distintas críticas a lo largo de su historia milenaria, tanto internas como de otras denominaciones cristianas y de grupos detractores.

## Críticas a las creencias católicas

### Comportamiento sexual humano y temas reproductivos
La Iglesia católica enseña la práctica de la castidad. Esto se interpreta de manera que los creyentes deberían abstenerse de fornicar, y que las personas dentro o fuera del matrimonio no deben practicar la masturbación, sodomía, y comportamientos homosexuales. Según el Catecismo de la Iglesia católica, los hombres y mujeres con tendencias homosexuales deben "ser acogidos con respeto, compasión y delicadeza. Se evitará, respecto a ellos, todo signo de discriminación injusta. Estas personas están llamadas a realizar la voluntad de Dios en su vida, y, si son cristianas, a unir al sacrificio de la cruz del Señor las dificultades que pueden encontrar a causa de su condición" ya que las personas homosexuales, al igual que el resto de los no casados "están llamadas a la castidad". También han de evitarse contraceptivos artificiales, coitus interruptus, esterilización y los medios o asistencia en el aborto La enseñanzas oficiales católicas indican en relación con la sexualidad como "ordenada de forma natural para el bien de cónyuges" así como para la generación de hijos.
La Iglesia católica enseña la fidelidad y fecundidad como base del matrimonio, oponiéndose a cualquier tipo de método contraceptivo como tal. La Iglesia católica también ha sido criticada por su posición provida en todas las cuestiones sociales (rechaza la pena de muerte, el aborto, la eutanasia, la eugenesia, el suicidio, el asesinato, etc).[cita requerida] La negativa de la Iglesia católica al uso de preservativos ha provocado críticas, especialmente en países donde las infecciones con el VIH, agente causal del sida, tienen proporciones de epidemia. Sin embargo, en países como Kenia, donde se promueven cambios en el comportamiento como la abstinencia sexual fuera del matrimonio en vez del uso del condón, se observa una mayor declinación en el número de nuevas infecciones que en otros países que solo usan condones como método preventivo.

### Críticas al sistema de indulgencias

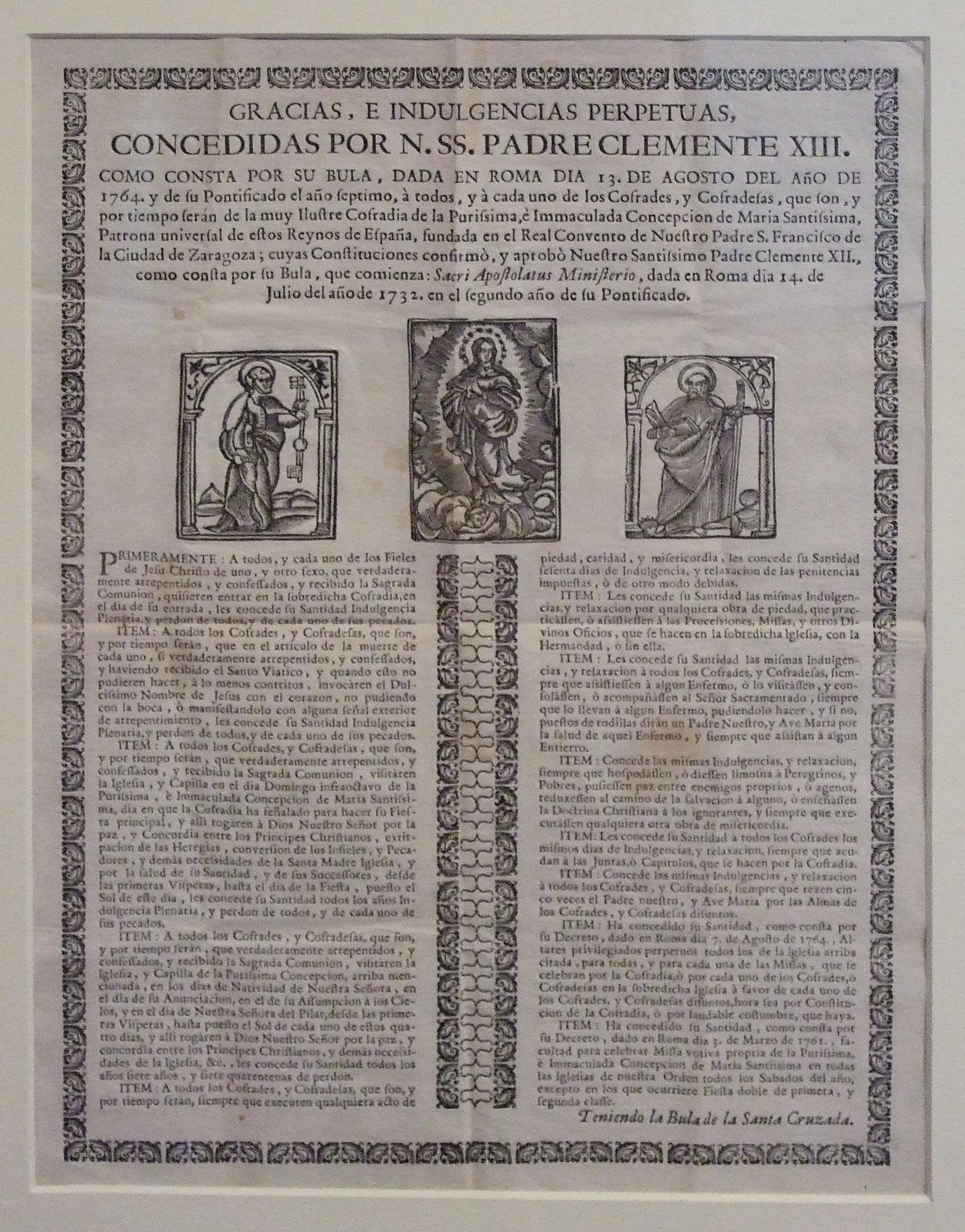
Indulgencia del concedida por el papa Clemente XIII

La indulgencia es también criticada por el protestantismo, la cual exime de las penas de carácter temporal que de otro modo los fieles deberían purgar, sea durante su vida terrenal, sea luego de la muerte en el purgatorio. Puede ser concedida por el papa, los obispos y cardenales, a quienes, por ejemplo, recen determinada oración, visiten determinado santuario, utilicen ciertos objetos de culto, realicen ciertos peregrinajes, o cumplan con otros rituales. En la Edad Media además se consideraba el pagar grandes sumas de dinero. En el siglo XVI, los abusos en forma de simonía y el tráfico al que dieron lugar fueron el motivo principal que llevaron a Martín Lutero a enfrentarse con las autoridades eclesiásticas de la Santa Sede, constituyendo así, uno de los principales detonantes de la ruptura protestante en 1517.

## Críticas a la forma de adoración a Dios

### Uso de imágenes
La veneración de imágenes promovida por la Iglesia católica es un tema recurrente en las críticas por parte de grupos protestantes. Lo anterior debido a que según sus críticos no existiría un fundamento bíblico, siendo que tras el Concilio de Nicea II, se acordó la veneración de las imágenes en los términos expresados en el extracto siguiente del Catecismo de la Iglesia católica.

2131 Fundándose en el misterio del Verbo encarnado, el séptimo Concilio Ecuménico (celebrado en Nicea el año 787), justificó contra los iconoclastas el culto de las sagradas imágenes: las de Cristo, pero también las de la Madre de Dios, de los ángeles y de todos los santos. El Hijo de Dios, al encarnarse, inauguró una nueva ‘economía’ de las imágenes.
2132 El culto cristiano de las imágenes no es contrario al primer mandamiento que proscribe los ídolos. En efecto, ‘el honor dado a una imagen se remonta al modelo original’ (S. Basilio, spir. 18, 45), ‘el que venera una imagen, venera en ella la persona que en ella está representada’ (Concilio de Nicea II: DS 601); cf Concilio de Trento: DS 1821-1825; Concilio Vaticano II: SC 126; LG 67). El honor tributado a las imágenes sagradas es una ‘veneración respetuosa’, no una adoración, que solo corresponde a Dios:
El culto de la religión no se dirige a las imágenes en sí mismas como realidades, sino que las mira bajo su aspecto propio de imágenes que nos conducen a Dios encarnado. Ahora bien, el movimiento que se dirige a la imagen en cuanto tal, no se detiene en ella, sino que tiende a la realidad de la que ella es imagen. (S. Tomás de Aquino, s. th. 2-2, 81, 3, ad 3). 

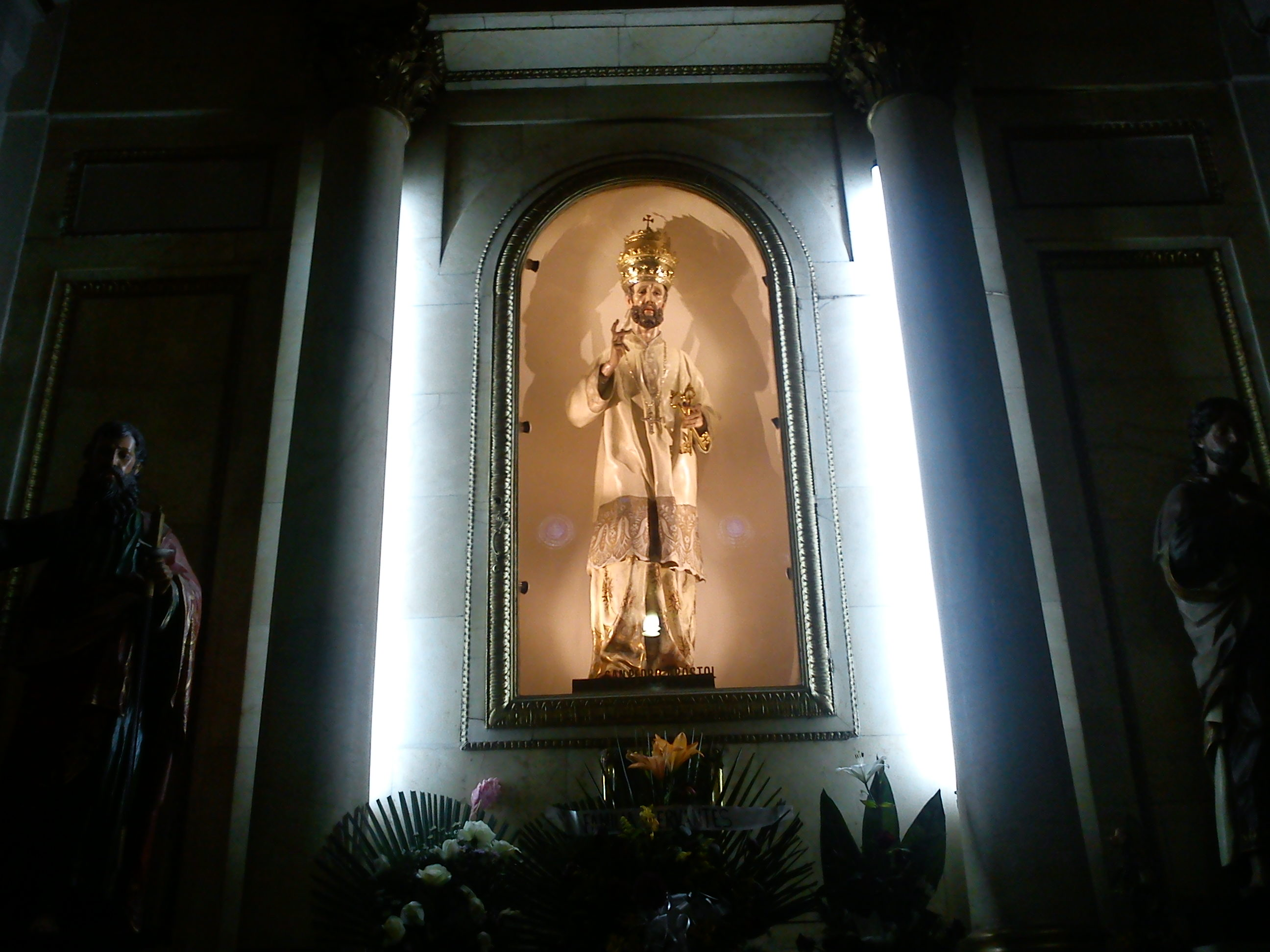
Altar a San Pedro Apóstol en la Catedral de la Asunción de Nuestra Señora (Catedral de Guadalajara)

Según la tradición católica, en el primero de los Diez Mandamientos (que corresponde con el Segundo Mandamiento en otras religiones como la judía) se prohíbe la adoración de imágenes en sí mismas.
Según lo expresado en el Catecismo de la Iglesia católica, como se afirma en el extracto anterior "El Hijo de Dios, al encarnarse, inauguró una nueva ‘economía’ de las imágenes. Los católicos responden que la Biblia no prohíbe hacer imágenes o esculturas sino solo adorarlas. Al mismo tiempo, la Iglesia católica condena la idolatría.

## Críticas a la forma de organización de la Iglesia

### Críticas a la infalibilidad pontificia
En el caso del dogma de la infalibilidad papal, se manifestaron extensamente en la propia trastienda del Concilio Vaticano I, antes de que Pío IX lograra la definición de este dogma en 1870. Lord Acton, católico a la vez que un historiador de prestigio, hizo todo lo que pudo por evitar que Pío IX consiguiera, en palabras de Richard Rorty, hacer al catolicismo parecer ridículo.
Los no católicos toman este dogma como ejemplo de lo que ven como arrogancia de la Iglesia y falta de sentido común. Los cristianos no católicos rechazan el dogma de la infalibilidad papal y tal como reconoció el propio Pablo VI, esa discrepancia «es sin duda el más grave obstáculo en la ruta ecuménica». Pero también algunos católicos, como el teólogo Hans Küng o el historiador Garry Wills, han cuestionado a la Iglesia católica por haber definido y seguir manteniendo como dogma algo que fuera de la misma es visto generalmente como absurdo.
El teólogo suizo y sacerdote católico Hans Küng ―considerado como un teólogo influyente entre los que participaron en el Concilio Vaticano II―, publicó un libro titulado ¿Infalible? Una pregunta en el que rechaza la infalibilidad pontificia. Hans Küng ha alzado también su voz para criticar lo que considera «falta de libertad» dentro de la Iglesia.[cita requerida] Küng aduce que no se puede colegir de las escrituras la infalibilidad papal. Así, los apóstoles aparecen como seres frágiles que llevan su tesoro en vasos de barro (2 Cor 4.7) y que nada ponen de su cosecha (Jn. 15.5). Para Hans Küng, Pedro es el ejemplo clásico de cómo el error no imposibilita el apostolado. Niega la existencia del dogma en la Iglesia primitiva, al igual que los actuales obispos sean los herederos de los primeros apóstoles. La idea de la infalibilidad vendría dada por una tradición en el seno de la Iglesia católica, que tiene sus orígenes en la obstinación de Roma por dirigir la política y teología cristianas. La infalibilidad se consagra como dogma en el Concilio Vaticano I, respondiendo —según este teólogo— a varios factores, entre ellos los deseos de paz y estabilidad de algunos de los partícipes en el concilio tras la Revolución Francesa, Napoleón, la industrialización, el liberalismo y el socialismo. En esta situación, el papa podría ser la base para el mantenimiento o la restauración del statu quo político y religioso; el deseo de mantener los Estados Pontificios frente al intento de unificación italiana; dar una respuesta ideológica al galicanismo o el propio interés personal de Pío IX. Según Küng, es en este momento histórico donde se inicia la devoción personal hacia los papas. La respuesta del Vaticano llegó en 1980, y fue dada por el entonces cardenal Joseph Ratzinger, prefecto de la Congregación para la Doctrina de la Fe (y posteriormente papa Benedicto XVI), quien prohibió a Hans Küng seguir enseñando teología católica.
Los protestantes también critican que el papa reclama para sí el título de Santo Padre, empleando como argumento la advertencia que el Evangelio de Mateo pone en labios de Jesús de Nazaret:

Y no llaméis Padre vuestro a nadie en la tierra; porque uno es vuestro Padre, el que está en los cielos.
Mateo 23:9

Por su parte, la Iglesia católica cree que los obispos participan del Único Sacerdocio de Cristo, como explica el Catecismo:

1544 Todas las prefiguraciones del sacerdocio de la Antigua Alianza encuentran su cumplimiento en Cristo Jesús, "único mediador entre Dios y los hombres" (1 Tm 2,5). Melquisedec, "sacerdote del Altísimo" (Gn 14,18), es considerado por la Tradición cristiana como una prefiguración del sacerdocio de Cristo, único "Sumo Sacerdote según el orden de Melquisedec" (Hb 5,10; 6,20), "santo, inocente, inmaculado" (Hb 7,26), que, "mediante una sola oblación ha llevado a la perfección para siempre a los santificados" (Hb 10,14), es decir, mediante el único sacrificio de su Cruz.
1545 El sacrificio redentor de Cristo es único, realizado una vez por todas. Y por esto se hace presente en el sacrificio eucarístico de la Iglesia. Lo mismo acontece con el único sacerdocio de Cristo: se hace presente por el sacerdocio ministerial sin que con ello se quebrante la unicidad del sacerdocio de Cristo: "Et ideo solus Christus est verus sacerdos, alii autem ministri eius" ("Y por eso solo Cristo es el verdadero sacerdote; los demás son ministros suyos", S. Tomás de A. Hebr. VII, 4).
1547 El sacerdocio ministerial o jerárquico de los obispos y de los presbíteros, y el sacerdocio común de todos los fieles, "aunque su diferencia es esencial y no solo en grado, están ordenados el uno al otro; ambos, en efecto, participan, cada uno a su manera, del único sacerdocio de Cristo" (LG 10). ¿En qué sentido? Mientras el sacerdocio común de los fieles se realiza en el desarrollo de la gracia bautismal (vida de fe, de esperanza y de caridad, vida según el Espíritu), el sacerdocio ministerial está al servicio del sacerdocio común, en orden al desarrollo de la gracia bautismal de todos los cristianos. Es uno de los medios por los cuales Cristo no cesa de construir y de conducir a su Iglesia. Por esto es transmitido mediante un sacramento propio, el sacramento del Orden.
Catecismo de la Iglesia católica

### Celibato del clero
Por parte de grupos protestantes, se critica el voto de celibato de los sacerdotes, con el fundamento de que el apóstol Pedro (el primer papa según la Iglesia católica) era casado; además, afirman que según la Biblia, los obispos deben ser "maridos de una sola mujer." Sin embargo, algunos comentaristas bíblicos sostienen que San Pablo se estaba refiriendo a que los obispos solo podían tener una mujer durante su vida y que no debían volverse a casar una vez enviudaran. Además, la Iglesia no basa dicho voto en que los apóstoles fueran casados o no, sino en una recomendación bíblica del propio Pablo, quien siendo apóstol, era célibe, así como el hecho de que Jesucristo era también célibe. Sin mencionar que es solo en el rito latino de la Iglesia católica donde los sacerdotes son célibes, pues en las Iglesias católicas orientales pueden ser solteros o casados.
El celibato de los sacerdotes apareció por primera vez en el Concilio de Elvira, lo que más tarde fue reforzado por el papa Siricio en su Epístola Directa Decretal del año 385, en la cual afirmaba que este mandato derivaba de los apóstoles. No fue hasta el año 1139, cuando el celibato se volvió una obligación en el clero católico de occidente, tras celebrarse el II Concilio de Letrán.

## Críticas durante la historia

### La Inquisición

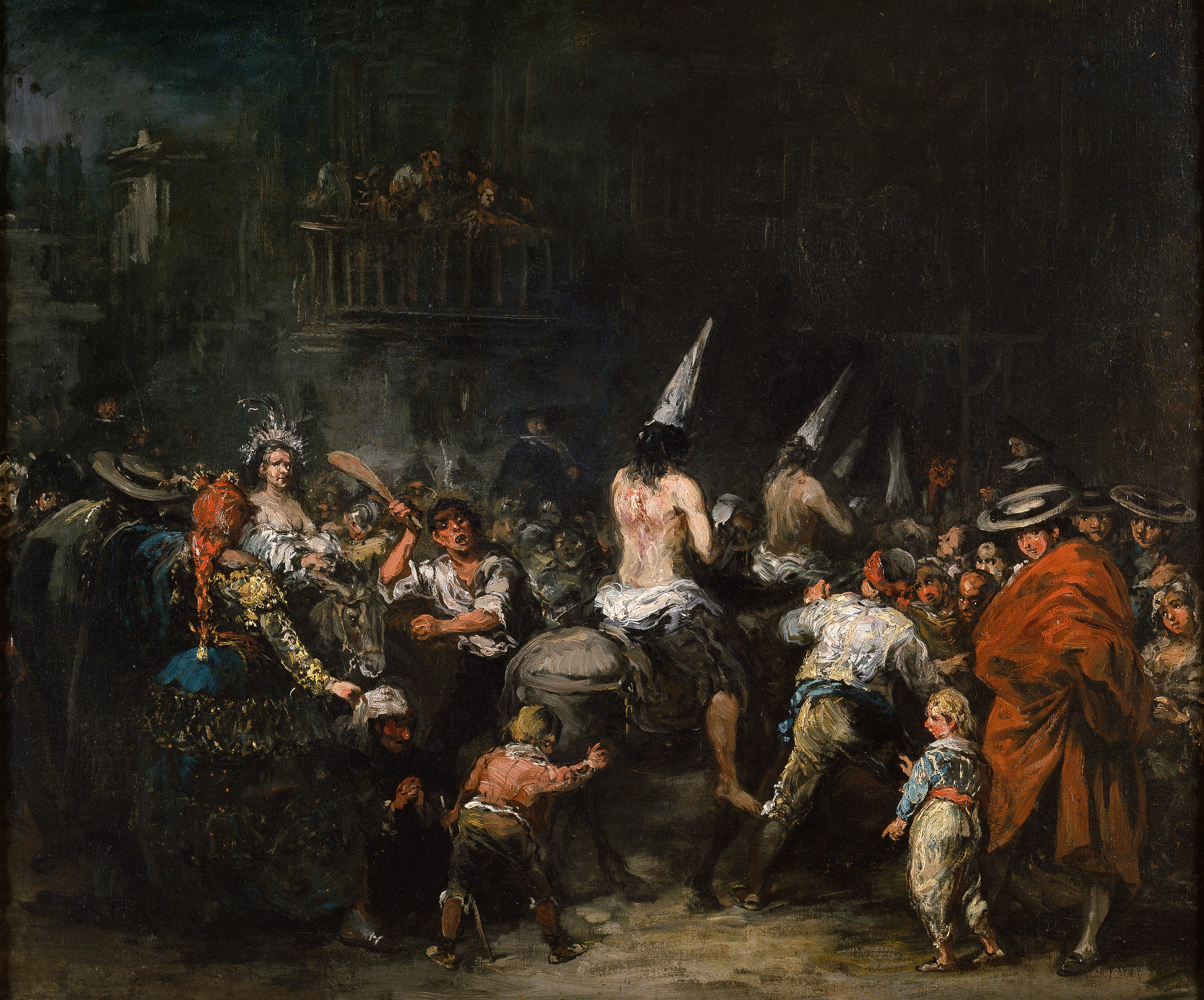
Condenados por la Inquisición, óleo sobre lienzo del pintor español Eugenio Lucas Velázquez.

Entre las críticas más difundidas contra la Iglesia están aquellas que acusan algunas prácticas de la Inquisición por los asesinatos, torturas y crímenes relacionados con esta institución, por la cual se ajusticiaba y se entregaba al "brazo secular" a las personas que cayeran en herejía, es decir, la creencias contrarias a la doctrina oficial y ortodoxa según la Iglesia. Frecuentemente se menciona la Inquisición Española, creada en 1478 por una bula papal con la finalidad de combatir las prácticas judaizantes de los judíos españoles convertidos al cristianismo. Posteriormente, dicha institución lograría generar una organización que se extendería hasta crear un verdadero sistema judicial en los países que adscribieron al catolicismo en el periodo de la confesionalización de los estados europeos.
Los críticos hacia dicha postura argumentan que estas tesis desconocen dos hechos importantes a la hora de evaluar el comportamiento de esta institución: por un lado, acusan que caen en el error del anacronismo, al juzgar los hechos del pasado con valores modernos; como son el rechazo hacia la tortura y la valoración de los Derechos Humanos. Nociones que no tomaran forma hasta bien entrada la modernidad y que, por lo tanto, no estaban dentro de las posibilidades de las personas de aquel entonces. Ya que, para la gran mayoría de la población de entonces, al igual que en varias sociedades tradicionales, el uso de la violencia como forma de aplicación de la justicia era considerado como válido para el mantenimiento del orden social.[cita requerida] De esta forma, se entiende que el rechazo hacia la tortura debería considerarse como un valor que se ha buscado ponerlo en vigencia en la modernidad porque para las sociedades tradicionales el empleo del castigo (en este caso el de la tortura) si se consideraba válido bajo ciertas circunstancias y según la gravedad del delito. (Ver Vigilar y castigar de Michel Foucualt).
En segundo lugar, se arguye que muchos de los críticos hacia la Inquisición desatienden que muchas de las acusaciones hechas hacia dicha institución respondieron a una campaña de desprestigio enarbolada en la modernidad, justamente, por personas contrarias a la inquisición, al catolicismo o a los países simpatizantes a este. Primero, por los grupos protestantes y los estados que estaban en guerra contra España, todo esto bajo el contexto de las guerras de religión. Y en segundo lugar, por la Ilustración, que al traer una nueva concepción de la sociedad buscara mostrar a la inquisición como una "herramienta del oscurantismo" para de esta forma hundirla y poder resaltar su proyecto moderno.
[cita requerida]
Uno de los mejores ejemplos de estas críticas y, tal vez, la más conocida en la actualidad es "la Leyenda negra de la Inquisición". Tesis que sostiene, principalmente, que las acusaciones hacia la inquisición fueron levantadas por teóricos de aquellos países que, justamente, tenían intereses de por medio o mantenían conflictos con la Iglesia y/o España. Siendo uno de los mejores ejemplos de esta situación la "guerra de papel" que llevaron a cabo los territorios de Los países Bajos contra la Corona española. Acciones que respondían a actos de propaganda en favor de sus intentos independentistas contra esta potencia y su anticatolicismo.

### Críticas de favoritismo y negocios ilícitos
En el siglo XIX, la familia Rothschild de Nápoles construyó estrechas relaciones con el Instituto para las Obras de Religión de la Santa Sede, y la asociación entre la familia y el Vaticano continuó en el siglo XX. En 1832, cuando el papa Gregorio XVI se entrevistó con Carl Mayer von Rothschild, los observadores se sorprendieron de que los Rothschild no estaban obligados a besar los pies del papa, como se requiere a todos los demás visitantes del papa, entre ellos los monarcas.

"Los Rothschild... son los guardianes del tesoro papal."
Encyclopedia Judaica, 1901–1906, Vol. 2, p.497.

David Yallop, en su libro En el nombre de Dios, habla de la relación que mantuvo la logia P2 con el Vaticano y la relación de estos con la muerte de Juan Pablo I (Albino Luciani), esto según la investigación llevada a cabo por el propio autor del libro.

### Privilegios fiscales
Una de las críticas que recibe la Iglesia católica, es de ciertos privilegios que gozan por parte del estado, al no pagar ciertos impuestos, como es el caso del IBI en España, o el impuesto sobre la propiedad en Italia. Al no pagar el IBI de las cerca de 100.000 propiedades que posee en España, según el historiador Stanley George Payne, de las que 5.000 son edificios religiosos, (en torno al 80% del patrimonio artístico de España es propiedad de la Iglesia, que también dispone de 300 museos y 103 catedrales) la Iglesia no paga al Estado alrededor de 3.000 millones cada año, al igual que el resto de propietarios de Bienes de interés cultural según recoge la legislación vigente.

### Abusos sexuales en la Iglesia católica
Los casos de abuso sexual cometidos por miembros del clero de la Iglesia católica hacen referencia a una serie de condenas, juicios e investigaciones sobre casos y crímenes de abuso sexual infantil cometidos por sacerdotes y miembros del clero católico en contra de menores de edad, que van desde los 3 años, e involucran, en la mayoría de los casos, a niños de entre 11 y 14 años de edad.

## Críticas dentro de la misma Iglesia
Se conoce como católicos críticos o protestantes católicos a aquellos miembros de la Iglesia católica que sin contradecir ningún dogma de fe, cuestiona algunas de las enseñanzas, actuaciones, o sectores de la Iglesia. Este tipo de críticas están completamente permitidas por la Iglesia, siempre que no cuestionen nada de la base de la doctrina católica (Dogmas de Fe).[cita requerida]
Las separaciones de cristianos de la Iglesia católica durante la Reforma protestante ocurrieron porque algunos católicos críticos pusieron en duda y negaron alguno de estos dogmas:
- Martín Lutero negó la inefabilidad y el poder del papa, así como varios sacramentos e inició la Reforma luterana.
- El rey Enrique VIII se autoproclamó Jefe Supremo de la Iglesia de Inglaterra, dando lugar a la Reforma anglicana al no obtener el divorcio de su primera esposa.
- Juan Calvino, Guillaume Farel, y otros protestantes suizos también negaron los dogmas sobre los sacramentos, sobre la Iglesia,... sentando las bases del calvinismo.
- Ferenc Dávid y sus compañeros húngaros sumaron a las críticas de Martín Lutero la negación del Dogma de la Santísima Trinidad, fundando el unitarismo.

Algunos motivos de críticas internas en la Iglesia católica son la prohibición a las mujeres de ejercer el sacerdocio femenino (veto con el que gran parte de los católicos en Europa y Estados Unidos no está de acuerdo); los privilegios fiscales de la Institución Eclesiástica en algunos países (en España, por ejemplo, la Iglesia está exenta de pagar el Impuesto sobre Bienes Inmuebles sobre los Bienes de Interés Cultural, como todos los propietarios de dicho tipo de bienes inmuebles); la mala repartición de bienes materiales, ya que mientras algunas misiones cristianas en África viven en la más absoluta pobreza, en la Santa Sede y en muchas diócesis de Europa y América hay abundancia en dinero y otros bienes.
Existe una sección en la Ciudad del Vaticano precisamente para escuchar, tramitar, y dar respuesta a todas estas quejas, para, como asegura en su carta fundacional, "hacer una Iglesia de todos, en la que cada fiel tenga voz y voto".[cita requerida]

## Anticatolicismo
Se denomina anticatolicismo a la persecución o discriminación de los católicos como individuos (obispos, sacerdotes, religiosos, laicos), o en sus creencias.